# Mimis Villa Schnattermund
Mimis Villa Schnattermund ist eine Kinderserie, die von 1997 bis 2001 vom ORF1 im Rahmen des Kinderprogramms Confetti TiVi ausgestrahlt wurde. Stoffgans Mimi wohnt in einer Wiener Villa und besucht in jeder Folge mit einem Speiseaufzug ihre Freunde in den verschiedenen Stockwerken. Ein buntes Treiben, Alltagsleben, Abenteuer, Freud und Leid in der Villa Schnattermund um Mimi, die Gans. Die Serie war ein großer Erfolg, Nachfolger war ab 2002 Mimis Schnattershow.